# Private Practice (5.ª temporada)
A quinta temporada de Private Practice estreou em 29 de setembro de 2011. Foi anunciada em 9 de fevereiro de 2011 que Audra McDonald, que interpretava a personagem Naomi Bennett, não retornaria como um membro regular do elenco na quinta temporada, no entanto, ela pode retornar como uma atriz convidada ou uma personagem recorrente.
Após a saída de Audra McDonald, foi anunciado em 20 de março de 2011 que o ator Benjamin Bratt seria adicionado à série como um membro regular do elenco para a quinta temporada. Os detalhes de seu personagem foram lançados no dia 7 de agosto, quando ele é escalado como Jake Reilly, um talentoso especialista em fertilidade que tem conhecimento de tecnologia e procedimentos de ponta.
Mais tarde na temporada, Cooper Freedman revelou ter tido um filho de 8 anos de um sexo ocasional. O filho Mason é interpretado pelo ator mirim Griffin Gluck. Enquanto Gluck inicialmente serviu como ator convidado, ele foi promovido a regular mais tarde na temporada. Gluck é notável por ser o primeiro filho a ser um personagem regular em Private Practice ou na série original Grey's Anatomy.

## Produção

### Elenco
Após a renovação de Private Practice, foi anunciado que Benjamin Bratt estaria retornando à série como um personagem regular, e seu personagem foi revisado para ser nomeado, Jake Reilly. Também foi anunciado que Audra McDonald não voltaria como uma regular, mas poderia retornar como um membro do elenco recorrente. Todo o elenco regular, incluindo Kate Walsh, Tim Daly, Paul Adelstein, KaDee Strickland, Benben Brian, Caterina Scorsone, Taye Diggs e Amy Brenneman retornaram em seus papéis como regulares da série. Em setembro de 2011, foi anunciado que a atriz A.J. Langer, foi escalada como Erica Warner em um papel recorrente como uma mulher que aparece na vida de Cooper, anunciando que eles têm um filho de oito anos juntos. Mais tarde, foi anunciado que Griffin Gluck foi escalado como Mason Warner, o filho que Cooper e Erica compartilham juntos. Mais tarde na temporada, Griffin foi anunciado como um regular, enquanto A.J. ficou como um personagem recorrente quando sua personagem morreu. Em novembro de 2011, foi anunciado que Stephen Amell havia sido escalado como Scott Becker, um paramédico que também era um potencial interesse amoroso de Violet, já que Violet e Pete decidiram se separar depois do ataque cardíaco de Pete.
Em novembro de 2011, Wes Brown teve um papel recorrente como Ryan Kerrigan, um viciado em drogas e um potencial interesse amoroso de Amelia, mas seu personagem acabou morrendo perseguindo Amelia para ir para a reabilitação. Em novembro de 2011, foi anunciado que, Debby Ryan estaria fazendo uma aparição especial, como Hailey, uma menina que Amelia atende enquanto ela está passando por reabilitação por toxicodependência. Em janeiro de 2012, foi anunciado que Private Practice e Grey's Anatomy estariam fazendo outro crossover, e Patrick Dempsey e Chyler Leigh estariam fazendo uma participação especial num episódio em um esforço para salvar a vida de Erica. Em fevereiro do mesmo ano, foi anunciado que Anika Noni Rose havia sido escalada em um papel recorrente como Corinne Bennett, que faria a irmã de Sam, que vai à cidade para uma visita.

### Desenvolvimento
Em 10 de janeiro de 2011, a ABC renovou Private Practice a uma quinta temporada. A quinta temporada estreou em 29 de setembro de 2011.
Um recurso utilizado nesta temporada entrega a maioria dos episódios começanco com Addison no escritório de um terapeuta introduzindo o episódio enquanto a maioria, mas não todos, terminam com um redux do dispositivo de enredo, embora Kate Walsh não narre os episódios. No início da temporada, a maior parte da história é o vício em drogas de Amelia, e como todos os médicos trabalham para tentar salvá-la. Outra linha de história no início da temporada é a clínica, tentando salvá-la e Violet tentando recuperar sua licença médica. Uma grande linha de história que está em vigor desde a quarta temporada, é Addison tentando ter um bebê com tratamentos de fertilização in vitro, mas após os tratamentos de fertilização falhar e ela não tem mais óvulos, ela decide adotar um bebê, chamado Henry, que ela entregou no mesmo dia em que foi chamada a adotá-lo. Um enredo que aconteceu durante toda a temporada, é Cooper descobrir que ele tem um filho e que a mãe, Erica Warner, tem um tumor cerebral inoperável, e como Cooper e Charlotte devem lidar com a morte de Erica e como isso afeta Mason. No meio da temporada, Pete e Violet decidem que devem passar pela separação; Violet tenta seguir em frente com um relacionamento com Scott, um paramédica que ela conheceu, mas o relacionamento acaba quando Scott termina e Violet decide tentar resolver as coisas com Pete.
A adição de um novo personagem, Jake Reilly, abriu a linha de história de Addison tentando descobrir se ela quer seguir um relacionamento com Sam ou com Jake. Depois do enredo de vício em drogas de Amelia, descobriu-se que ela está grávida e ela tem que lidar com a descoberta de que seu bebê (que foi concebido enquanto Amelia estava usando drogas ativamente) estava se desenvolvendo sem cérebro e não sobreviveria; ela decide levá-lo a termo para doar os órgãos. Amelia também lidou com sua raiva com Addison enquanto Jake era seu médico.

## Elenco e personagens
| - Kate Walsh como Addison Montgomery - Tim Daly como Peter Wilder - Benjamin Bratt como Jake Reilly - Paul Adelstein como Cooper Freedman - KaDee Strickland como Charlotte King - Brian Benben como Sheldon Wallace - Caterina Scorsone como Amelia Shepherd - Griffin Gluck como Mason Warner - Taye Diggs como Sam Bennett - Amy Brenneman como Violet Turner | - A.J. Langer como Erica Warner - Stephen Amell como Scott Becker - Anika Noni Rose como Corinne Bennett - Scott Alan Smith como terapeuta de Addison - Jack Bobo e Joey Bobo como Lucas Wilder - Aloma Wright como Mildred Clemons - Emily Rios como Angela Reilly - Betsy Brandt como Joanna Gibbs - Michael B. Silver como David Gibbs - Wes Brown como Ryan Kerrigan - Sydney Tamiia Poitier como Michelle | - Patrick Dempsey como Derek Shepherd - Chyler Leigh como Lexie Grey - Patrick Fabian como Robert Weston - Debby Ryan como Hailey - Blue Deckert como Joe Price - Myk Watford como Billy Douglas - Emily Moss Wilson como Judi - Billy John Malone como Hendricks |

## Episódios
| N.º na série | N.º na temp. | Título                            | Dirigido por        | Escrito por                               | Exibição original       | Audiência (milhões) |
| --- | ------------ | --------------------------------- | ------------------- | ----------------------------------------- | ----------------------- | ------------------- |
| 77 | 1            | "God Laughs"                      | Mark Tinker         | Craig Turk                                | 29 de setembro de 2011  | 7,79                |
| Pete sofre um ataque cardíaco enquanto está em casa com seu filho Lucas. Sheldon ajuda Amelia depois que ela é ferida em uma briga de bar. Sam e Addison estão passando a noite juntos, e ambos são chamados em casos diferentes. Charlotte observa que Pete não apareceu para o seu turno no hospital, então Cooper vai até a casa de Pete para procurá-lo. Ele encontra Pete caído no chão e Lucas se escondendo debaixo de uma mesa. Enquanto espera por seu voo para Nova York, Violet vê um casal brigando no terminal e tenta aconselhar a esposa. Como Pete está sendo trabalhado no laboratório de cateterismo cardíaco, ele começa a mostrar sintomas de um sangramento cerebral. Um funcionário do aeroporto rastreia Violet com um telefonema de emergência sobre Pete; ela sai correndo do terminal. Pete sobrevive a sua cirurgia. Charlotte diz a Amelia que ela se recusa a permitir seu vício e lembra Amelia que seus privilégios no hospital ainda estão suspensos. O especialista em fertilidade de Addison é chamado em uma emergência, e seu substituto acaba sendo o Dr. Jake Reilly - o "homem misterioso do supermercado" de Addison. |              |                                   |                     |                                           |                         |                     |
| 78 | 2            | "Breaking the Rules"              | Tom Verica          | Steve Blackman                            | 6 de outubro de 2011    | 6,06                |
| Pete volta à clínica, mesmo com todos os médicos sugerindo que ele tire outra semana de folga. Sam, Addison e Sheldon começam a entrevistar potenciais substitutos para Naomi, incluindo Jake Reilly, que aborrece Addison. Sheldon tenta convencer Charlotte a deixar Amelia de volta ao hospital, fazendo-a fazer um teste de bafômetro. Cooper ilegalmente e secretamente usa sangue de cordão de outra família para ajudar um paciente com leucemia, deixando Charlotte para limpar a bagunça jurídica. Addison descobre que Sam e Jake se conhecem, enquanto Pete começa a levar sua raiva pós-ataque cardíaco para Violet, que está atuando como sua terapeuta, enfermeira e esposa ao mesmo tempo. Charlotte concorda em restaurar os privilégios do hospital de Amelia se ela fizer um teste de bafômetro, enquanto Addison decide contratar Jake. Violet diz a Pete que ele precisa de um terapeuta. Cooper é absolvido por sua decisão de violar a lei para salvar a vida de um paciente. Amelia começa a beber novamente. |              |                                   |                     |                                           |                         |                     |
| 79 | 3            | "Deal With It"                    | Randy Zisk          | Jennifer Cecil                            | 13 de outubro de 2011   | 6,51                |
| Jake pede a ajuda de Addison com um transplante uterino. Amelia e Sam tentam ajudar uma mulher com mal de Parkinson a mascarar os sintomas, apenas para descobrir que seus remédios a estão fazendo querer dormir com homens aleatórios, e trabalham para tentar salvar seu casamento e sua vida. Violet acha que atividades maternais típicas, como datas de brincadeiras, não são realmente suas coisas; ela faz uma grande mudança cortando o cabelo bem curto. Amelia chama Charlotte de vadia na frente de todos e Charlotte fica ferida porque Cooper não a defende. Addison e Jake descobrem que a cirurgia de transplante não funcionou em seu paciente irritando Jake, enquanto Addison procura o médico certo para começar seu tratamento de fertilização in vitro. Em vez de ir a um terapeuta regular, Pete começa a pedir conselhos a Sheldon, acabando por não gostar do conselho realista que recebe; Enquanto ele se pergunta por que ele não pode se conectar com Violet durante o sexo, quando ele descobre que ele pode tê-lo novamente. Uma velha aventura de Cooper, Erica Warner, aparece e proclama que ela e Cooper têm um filho juntos; Enquanto a clínica é renomeada Seaside Health and Wellness. |              |                                   |                     |                                           |                         |                     |
| 80 | 4            | "Remember Me"                     | Mark Tinker         | Barbie Kligman                            | 20 de outubro de 2011   | 6,38                |
| Depois que Cooper descobre que ele tem um filho de oito anos de idade, Mason, ele decide encontrá-lo, mas não lhe diz que ele é seu pai ainda; Addison e Violet ficam irritadas quando o marido de uma mulher grávida decide que ele vai deixar a mulher e levar o bebê depois que ela der à luz, porque ela não consegue se lembrar de nada por causa de um acidente de carro há menos de um ano. Pete continua a atacar Violet, eventualmente fazendo Violet atacá-lo dizendo que ela precisa que ele esteja do lado dela, e seja seu marido em vez de atacá-lo. Sam e Addison se preocupam com o que acontecerá ao relacionamento deles quando Addison começar a fertilização in vitro; Charlotte tenta pagar Erica quando ela descobre sobre Mason, irritando Erica e Cooper, porque Cooper quer estar na vida de Mason. Depois de fazer o teste de paternidade sem a permissão de Erica ou Cooper, Charlotte descobre que Cooper é o pai biológico de Mason; Addison pergunta a Sam se ele iria deixá-la. Enquanto o marido da paciente de Addison não a deixa, ela fica com ela por causa do amor; Enquanto Sheldon diz a Pete que ele precisa parar de atacar Violet. |              |                                   |                     |                                           |                         |                     |
| 81 | 5            | "Step One"                        | Ann Kindberg        | Adele Lim                                 | 27 de outubro de 2011   | 6,40                |
| Addison inicia tratamentos de fertilização in vitro com Jake e decide que ela não vai contar a Sam até que esteja grávida; A amiga de Amelia, Michelle, volta da Itália e pede a Amelia que a ajude a cometer suicídio. Sam e Violet trabalham em um antigo paciente de Violet que ouve vozes e parou de tomar sua medicação; Pete e Sheldon tentam convencer Amelia a ajudar Michelle a cometer suicídio. Violet concorda em não ver seu paciente para obter sua licença como terapeuta de volta; Enquanto Addison começa agindo hormonal por causa da fertilização in vitro. Cooper começa a passar mais tempo com Mason e Erica, até que Mason diz que ele não quer mais vê-lo. Amelia decide ajudar sua amiga a morrer e começa a dar os remédios necessários, até que Michelle tem uma reação alérgica e Amélia liga para a emergência. Michelle vai morar com Amélia e, quando Amélia volta da loja, descobre que Michelle teve uma overdose de remédio de propósito. e Amelia começa o caminho para as drogas novamente. Mason pergunta a Cooper se ele é seu pai, enquanto Addison conta a Sam sobre seus tratamentos de fertilização in vitro. |              |                                   |                     |                                           |                         |                     |
| 82 | 6            | "If I Hadn't Forgotten..."        | Jeff Bleckner       | Krista Vernoff                            | 3 de novembro de 2011   | 6,56                |
| Amelia começa a beber e usar drogas novamente depois que sua amiga Michelle se matou; Depois de confrontá-la, Charlotte começa a lembrar seu passado e como ela lidou com o vício em drogas. Addison tenta encontrar um doador de esperma, eventualmente recrutando todos os médicos do escritório para ajudá-la, apenas para descobrir que ela tem pouco tempo para escolher um, porque Jake descobre que ela tem quatro óvulos sobrando, em vez dos dois, ela pensou originalmente tinha. Violet continua tentando recuperar sua licença médica mostrando ao tribunal todos os pacientes que ela ajudou; Enquanto Amelia começa um relacionamento com outro viciado, Ryan. Cooper continua a se relacionar com Mason, enquanto ele tenta ajudar uma criança cujos pais o estão drogando com remédios para TDAH, porque eles querem que ele tenha tempo extra nos testes, para que ele possa obter um A direto. Charlotte confronta Amelia sobre seu vício em drogas, e Amelia encerra a clínica em um esforço para fazê-la sair sozinha; Enquanto Cooper confronta os pais sobre drogar seu filho. Addison e Jake implantan esperma em seus ovos em um esforço para engravidar. |              |                                   |                     |                                           |                         |                     |
| 83 | 7            | "Don't Stop 'Till You Get Enough" | Bethany Rooney      | Fred Einesman                             | 10 de novembro de 2011  | 7,51                |
| Sam, Jake e Addison começam a discutir sobre o procedimento para um paciente de uma mulher grávida que sofreu um acidente de carro e agora está com morte cerebral; Addison confronta Amelia sobre seu vício em drogas, forçando Amelia a ir a um quarto de hotel. Erica fica brava quando descobre que Charlotte passou algum tempo com Mason, quando ela deixou Mason com Cooper, já que era o dia de folga de Mason na escola e Erica tinha que trabalhar. Violet obtém sua licença reintegrada e pede a Sheldon para supervisionar suas sessões de terapia como uma exigência para obter sua licença completa de volta; Pete então confronta Sheldon quando ele acredita que ele está sendo muito duro com Violet. Amelia é confrontada pela polícia quando ela entra na clínica para roubar seu bloco de anotações; Charlotte confirma por ela, Charlotte tenta convencer Amelia a parar de seguir o caminho que está tomando. Sheldon trabalha para tentar encontrar Amelia depois que ela sai da AWOL; Addison é implantada com os embriões em um esforço para engravidar. Erica concorda em deixar Mason dormir com Charlotte e Cooper, depois que ela descobre que Charlotte estava tentando proteger Cooper, quando ela tentou pagá-la. |              |                                   |                     |                                           |                         |                     |
| 84 | 8            | "Who We Are"                      | Mark Tinker         | Shonda Rhimes                             | 17 de novembro de 2011  | 7,23                |
| Todos os médicos ficam surpresos e irritados quando Amelia finalmente aparece para trabalhar depois de doze dias, agindo como se nada tivesse acontecido, e descobrindo que ela e Ryan estão agora noivos. No dia seguinte, quando Amelia chega, ela descobre que eles planejaram uma intervenção; Amelia começa a atacar todo mundo e tenta sair várias vezes. Depois de pedir oxicodona para ficar, eles votam e a maioria votou não; Depois que Amelia continua a cantar "O que queremos? Drogas! Quando as queremos? Agora!" Addison e Sheldon decidem dar-lhe a oxicodona, mas só se ela fosse levar na frente de todos. Todos começam a conversar com Amelia em um esforço para convencê-la a ir para a reabilitação, mas Ryan aparece e Addison descobre que Amelia deu a ele o relógio de seu pai. Addison começa dizendo porque o relógio é significativo e Amelia começa a gritar com ela; Mais tarde, Amelia e Ryan decidem que vão para a reabilitação e se casar, mas depois de acabar com as drogas que têm no apartamento. Jake vai para o túmulo de sua falecida esposa Lilly; Na manhã seguinte, Amelia acorda e descobre que Ryan morreu de overdose e decide ir para a reabilitação. |              |                                   |                     |                                           |                         |                     |
| 85 | 9            | "The Breaking Point"              | Jeff Bleckner       | Christopher Fife                          | 17 de novembro de 2011  | 7,23                |
| Amelia começa sua rotina de reabilitação de cinquenta dias e começa a se relacionar com uma outra paciente, Hailey. Addison e Violet começam a encontrar maneiras de Addison engravidar, enquanto Violet tenta não ver tudo o que há de errado com seu casamento. Cooper acaba perdendo a primeira peça da escola de Mason quando um de seus pacientes precisa de um transplante de sangue; Hailey tenta convencer Amelia a aceitar que ela não matou Ryan, que as drogas fizeram. A fertilização de Addison falha, e quando ela tenta ir para outra rodada, ela entra em colapso devido às complicações do primeiro tratamento de fertilização in vitro. Violet percebe que Pete não vai deixá-la e pede-lhe para tomar uma decisão se ele ainda a ama; Depois de uma semana, ela descobre que ele não a ama mais e vai embora, mas não quer fazer nada difícil para Lucas. Sam tenta falar com Addison de outra rodada de fertilização, mas é tarde demais, e ela diz que depois desta rodada ela não terá mais óvulos sobrando, e não poderá mais fazer. Todos os médicos chegam à clínica de reabilitação, pois a família é obrigada a comparecer, e Amélia disse que eram todos da família, e ela tenta se desculpar por tudo que fez. Amelia volta para casa no Dia de Ação de Graças, enquanto Addison está no banheiro esperando os resultados de seu teste de gravidez. |              |                                   |                     |                                           |                         |                     |
| 86 | 10           | "Are You My Mother?"              | Ed Ornelas          | Elizabeth J. B. Klaviter                  | 5 de janeiro de 2012    | 7,71                |
| Addison procura adoção quando ela descobre que não há mais a chance de engravidar, enquanto Cooper tenta descobrir maneiras de disciplinar Mason quando ele descobre que Mason roubou de uma loja. Violet e Pete decidem que Pete deve sair de casa, irritando Pete porque ele quer estar na vida de Lucas todo o tempo. Jake e Violet trabalham com um casal de três pessoas que querem engravidar, mas as coisas ficam complicadas quando uma das mulheres não consegue engravidar, fazendo com que as três decidam o que é certo para o relacionamento delas. Addison se encontra com uma mulher que está procurando alguém para adotar seu bebê; mais tarde, nesse mesmo dia, Addison é flagrada na sala de parto, onde a mulher dá à luz; Charlotte leva Sheldon para o alcance da arma de tiro para ajudá-lo a superar Amelia, enquanto ela tenta convencer Amelia que ela está pronta para voltar ao trabalho. Addison está com o coração partido quando a mulher não a escolhe para adotar seu bebê; Amelia começa a perceber o quanto ela machucou todos que amava. Violet e Pete percebem que terão que se adaptar ao fato de estarem divorciados; Enquanto Addison e Sam decidem se separar. |              |                                   |                     |                                           |                         |                     |
| 87 | 11           | "The Standing Eight Count"        | Scott Printz        | Zahir McGhee                              | 12 de janeiro de 2012   | 6,55                |
| Os médicos no consultório têm uma "noite dos meninos", que termina com Pete e Sam, ambos indo para casa com mulheres diferentes; Sheldon questiona sua amizade com um policial, quando ele pergunta se ele pode assinar um policial com PDST voltando ao trabalho. Depois que Amelia começa a se preocupar com a saúde de Erica, Charlotte examina seus registros médicos e descobre que ela tem um tumor em seu cérebro que acabará por matá-la. Violet aceita um encontro com um paramédico, Scott; Enquanto Addison começa a se perguntar quais são suas opções, se ela não quer adotar um bebê, ou uma mulher não quer que ela adote seu bebê. Erica ameaça partir se Charlotte disser a Cooper sobre seu tumor, só para ela aparecer no apartamento deles e contar a Cooper sobre seu tumor; Enquanto Pete diz Violet sobre sua noite com a mulher que conheceu no bar. Charlotte começa a perceber que ela está ficando mais afeiçoada a Mason; Enquanto Sam e Addison lutam para permanecer amigos depois de terminarem; Jake tenta tranquilizar Addison que ela terá um bebê. |              |                                   |                     |                                           |                         |                     |
| 88 | 12           | "Losing Battles"                  | Stephen Cragg       | Gabriel Llanas                            | 19 de janeiro de 2012   | 6.00                |
| Assim como Violet está se preparando para dar o "próximo passo" com Scott, Joann, a mulher abusada que ela conheceu no aeroporto seis meses antes, chega com necessidade de atendimento médico urgente. Cooper e Amelia começam a procurar para ver se há algo que possa ajudar Erica a viver uma vida mais longa. Sheldon e Sam começam namoro on-line em um esforço para encontrar mulheres. Quando Addison começa a procurar por substitutos, ela e Jake descobrem que ninguém está à altura dos padrões de Addison. Amelia se oferece para ser sua substituta, mas Addison a rejeita, querendo que Amelia se recupere e permaneça sóbria. Cooper tenta se certificar de que após Erica morrer, Mason estará com ele e Charlotte. Depois que Erica pergunta a Amelia o que ela faria, Erica decide não ter mais nenhum tratamento, pois acredita que não valerá a pena. Violet decide levar Joanna para sua casa e cuidar dela. O marido de Joanna, David, invade a casa de Violet. Quando Violet acorda, ela descobre que Joanna esfaqueou David até a morte. |              |                                   |                     |                                           |                         |                     |
| 89 | 13           | "The Time Has Come"               | Mark Tinker         | Jennifer Cecil                            | 2 de fevereiro de 2012  | 6.55                |
| Pete fica chateado quando Scott cai na casa de Violet enquanto Lucas está lá, e ele diz a Violet que Scott não pode estar perto da casa. Enquanto Charlotte e Pete descobrem que as vítimas do acidente de carro que entram são Mason e Erica, mas felizmente não estão gravemente feridas. Sam e Sheldon tentam lidar com um veterano do exército que não pode fazer sexo com sua esposa, apenas para Sheldon descobrir que o veterinário do exército foi estuprado por seu superior, e Sheldon procura ajuda de Violet. Cooper fica enfurecido quando ele descobre sobre o acidente de Erica e Mason e exige que ela nunca dirija com Mason novamente. Violet tenta convencer Cooper de que está com raiva porque Erica está morrendo. Sheldon ajuda o veterano do exército a contar a sua esposa sobre seu estupro. Addison e Jake vão a uma conferência médica, e Addison fica bêbada e persegue Jake, mas diz que ela não está pronta para o sexo. Charlotte e Amelia tentam ajudar Erica a lidar com sua doença terminal. Violet dá o próximo passo com Scott depois que ela descobre que Pete está com ciúmes. Sam recebe um telefonema e descobre que sua irmã roubou uma loja de conveniência e vai buscá-la na delegacia. |              |                                   |                     |                                           |                         |                     |
| 90 | 14           | "Too Much"                        | Karen Gaviola       | Noah Evslin                               | 9 de fevereiro de 2012  | 6.52                |
| Sam encontra sua irmã, Corinne, na cadeia, fortemente medicada e quase catatônica, e a leva até Sheldon, enquanto Sam, Addison e Pete trabalham em um bebê que tem uma mãe com problemas com drogas. Erica inicia tratamentos secretos de quimioterapia, forçando Charlotte e Cooper a manter Mason no escuro. Amelia começa a pesquisar mais sobre o caso de Erica e encontra uma pista, e percebe que Derek é a pessoa para ajudá-los; Charlotte tenta convencer Erica a contar a Mason sobre seu gliossarcoma, depois que ele foge e exige que Charlotte o leve para Erica. Violet fica chateada quando Cooper começa a defender Pete em seu relacionamento com Scott; Enquanto Addison faz sexo com Sam. Sam e Sheldon tentam descobrir o que está realmente errado com Corrine, e Sheldon descobre que ela pode não ter todos os problemas que os médicos da prisão disseram que ela tem. Addison e Jake acham difícil conversar um com o outro depois que ele rejeitou o sexo com ela; Erica, Amelia, Charlotte, Mason e Cooper vão a Seattle em um último esforço para lhe dar mais tempo com Mason. |              |                                   |                     |                                           |                         |                     |
| 91 | 15           | "You Break My Heart"              | Allison Liddi-Brown | Steve Blackman & Craig Turk               | 16 de fevereiro de 2012 | 7.08                |
| Cooper e Charlotte levam Erica para o Seattle Grace-Mercy West, então Amelia pode se juntar a Derek (Patrick Dempsey) e Lexie (Chyler Leigh) em uma tentativa de realizar uma cirurgia que exige que eles trabalhem dentro de noventa segundos. Sheldon começa a se perguntar se Corrine tem desordem bipolar; Enquanto Sam e Jake discutem sobre o tratamento de um paciente que teve um transplante de coração e Jake começou a engravidar, antes de ele chegar ao consultório. Violet começa a se preocupar quando Scott quer levar seu relacionamento para o próximo nível. Enquanto isso, Erica é finalmente forçada a dizer a Mason por que eles estão realmente em Seattle. Corrine fica indignada quando Sam a culpa por todos os seus problemas apenas para Sheldon diagnosticá-la com desordem bipolar, e ela finalmente chega aonde ela está há vinte anos. Derek, Lexie e Amelia são capazes de realizar a cirurgia de Erica nos noventa segundos que precisam; Enquanto Addison, Sam e Jake não são capazes de salvar seu paciente, porque ela parou de tomar seu remédio para o coração, mas é capaz de salvar o bebê. Violet diz a Scott que o relacionamento deles tem que ser apenas por sexo; enquanto Jake questiona Addison e seu relacionamento. Este episódio conclui um crossover com Grey's Anatomy que começa em "Have You See Me Lately?".             |              |                                   |                     |                                           |                         |                     |
| 92 | 16           | "Andromeda"                       | Mark Tinker         | Gabe Fonseca                              | 23 de fevereiro de 2012 | 6.32                |
| Addison lida com um paciente que tem que escolher entre ter uma cirurgia que pode matar um de seus gêmeos, ou não realizar a cirurgia e perder o outro gêmeo; Enquanto Sam descobre que Corrine está se tornando mais do que ele pode lidar. Violet e Scott começam a ficar distantes; Enquanto Charlotte e Cooper começam a discutir após a cirurgia de Erica, porque Cooper está sempre na casa de Erica tentando cuidar dela e de Mason. Sheldon começa a se preocupar que Amelia possa estar drogada novamente, descobrindo que Amelia está grávida de vinte semanas. Corrine tem uma explosão e quando Sam tenta acalmá-la ela cai pela janela, forçando Sam a perceber que não pode cuidar dela; Addison realiza a cirurgia dos bebês muito bem. Violet quer começar a terapia com Pete para que eles possam trabalhar em seu casamento e tenta mostrar a Cooper que está descontando sua frustração em Charlotte. Jake revela a Addison que ele tem sentimentos por ela, enquanto Sheldon tenta convencer Sam a colocar Corrine em uma instalação, mas Sam decide que ele pode cuidar dela sozinha. |              |                                   |                     |                                           |                         |                     |
| 93 | 17           | "The Letting Go"                  | Paul Adelstein      | Barbie Kligman                            | 15 de março de 2012     | 6.85                |
| Jake vai visitar sua enteada Angela em sua faculdade, e descobre que ela fez sexo pela primeira vez, e acidentalmente conta a ela sobre Addison. Scott acaba no hospital depois que um marido bêbado bate nele depois que eles tentam ajudar a esposa espancada; Sheldon começa a convencer Amelia de que ela precisa contar a Addison sobre sua gravidez, para que ela possa ter o atendimento pré-natal adequado. Depois que Sam é forçado a dar a Corrine suas pílulas, ele liga para Sheldon e percebe que Corrine estaria mais bem preparada em uma instalação onde eles podem dar a ela a terapia e apoio de que ela precisa, depois que Corrine confessa que prefere não estar na Terra. Cooper e Charlotte recebem um telefonema de um maçom assustado e correm para o hospital com Amelia para descobrir que a condição de Erica piorou e que agora há mais tumores. Charlotte e Cooper são forçados a dizer a Mason que Erica tem apenas uma semana para viver, e Erica decide depois que ela não quer ver Mason para que ele possa se lembrar dela saudável. Depois que Amelia diz a Addison que está grávida, Addison diz que está animada por ela. |              |                                   |                     |                                           |                         |                     |
| 94 | 18           | "It Was Inevitable"               | Bill Purple         | Adele Lim & Christopher Fife              | 17 de abril de 2012     | 6.53                |
| Enquanto a vida de Erica começa lentamente a chegar ao fim, Cooper e Charlotte tentam convencê-la de que ela deve deixar Mason vê-la, enquanto eles também tentam convencer Mason que Erica não vai sair do hospital. Addison tenta mostrar a Amelia que ter um bebê é uma das coisas mais maravilhosas do mundo, quando Amelia continua adiando um ultrassom. Violet e Pete começam seu relacionamento novamente, ou tentam, mas não porque nenhum deles sabe como o outro se sente. Sheldon e Jake discutem sobre uma mulher grávida que quase seis meses atrás matou seus dois primeiros filhos, pois Sheldon acredita que a mulher não foi diagnosticada com depressão pós-parto, e que não foi culpa dela, enquanto Jake sente que ela é uma assassina e ela não deveria ser autorizada a sair da prisão. Depois que Erica percebe que não tem mais tempo, ela concorda em deixar Mason vê-la, assim como Mason entra e abraça Erica e diz "eu te amo", Erica morre. Amelia concorda com um ultra-som; Enquanto Sheldon recebe uma ligação e diz que ele vai ver sua ex-esposa, depois que ele prometeu a Amelia que ele estaria lá para ela. Sam se sente mal por colocar Corrine na instalação; Enquanto Addison recebe uma ligação, uma mulher que escolheu Addison para ser a mãe adotiva de seu bebê.                                                                  |              |                                   |                     |                                           |                         |                     |
| 95 | 19           | "And Then There Was One"          | Tom Verica          | Jennifer Cecil & Elizabeth J. B. Klaviter | 24 de abril de 2012     | 8.13                |
| Depois que Amelia recebe a notícia devastadora de que seu bebê não tem cérebro, ela não pode falar com alguém na clínica; Violet e Pete decidem ir ao aconselhamento matrimonial para ver se conseguem consertar o casamento. Jake e Sam descobrem que os dois beijaram Addison no mesmo dia, mas quando Sam a confronta, ela afirma que só tem tempo para Henry, o bebê recém-nascido que ela adotou. Pete, Violet e Amelia trabalham no caso de uma jovem que foi esfaqueada até a morte; Quando Violet começa a falar com a irmã, Missy, Violet começa a acreditar que foi ela quem esfaqueou sua irmã, eventualmente tirando a verdade dela. Violet e Pete passam de educados em terapia a brigar uns com os outros; Charlotte e Cooper precisam lidar com Mason que molha a cama e agora não fala com ninguém após a morte de Erica. Amelia alista Jake para ser seu novo ginecologista obstetra, depois de demitir Addison, e decide que ela quer se manter saudável e doar seus bebês, para que ela possa ajudar outras crianças. Todo mundo se preocupa quando Sheldon desapareceu, enquanto Addison se ajusta para ser uma nova mãe. |              |                                   |                     |                                           |                         |                     |
| 96 | 20           | "True Colors"                     | Steve Robin         | Craig Turk & Steve Blackman               | 1 de maio de 2012       | 7.38                |
| Violet e Pete desistem da terapia, apesar de Violet não querer, e Pete acredita que namorar Violet seria o melhor para eles conseguirem o casamento de volta ao que era; Enquanto Sam começa a perceber que ele ainda se sente obrigado a ajudar Addison com Henry, mesmo que eles não estejam mais em um relacionamento. Violet e Cooper lidam com um paciente que acredita que ela deveria ter nascido menino e tenta ajudar os pais a lidar com o que a filha está tentando dizer a eles. Enquanto Cooper fica com raiva de Charlotte porque Mason fala com ela e não o escuta, já que ele é seu pai; Addison e Pete trabalham com um imigrante ilegal que está tentando ter seu bebê nascido nos Estados Unidos para que ele possa ficar quando ela for deportada. Depois de perceber o que é melhor, Addison entrega o bebê, mas quando a mulher está explicando a Pete sobre seu hospital que ele construiu, ele decide que deveria voltar lá para ajudar a reconstruí-lo. Mason começa a falar com Cooper novamente; Enquanto Amelia faz a decisão de assinar os papéis, efetivamente dando órgãos de seu bebê para outras crianças quando ele nascer. |              |                                   |                     |                                           |                         |                     |
| 97 | 21           | "Drifting Back"                   | Jeannot Szwarc      | Gabriel Llanas & Zahir McGhee             | 8 de maio de 2012       | 5.77                |
| Sheldon retorna de sua viagem com sua ex-esposa, e fica perplexo quando todos, exceto Amelia, o recebem de volta com uma calorosa recepção; Pete, Sam e Charlotte lidam com um paciente cujo pai quer mantê-lo em suporte de vida, mas cujo parceiro quer tirá-lo do suporte de vida. Amelia recebe seu chip de seis meses, mas Jake começa a se preocupar que ela possa estar procurando drogas para manter sua dor longe; Enquanto Addison e Sam têm dificuldade em definir seu relacionamento. Violet, Amelia e Sheldon trabalham com um pai que está tendo sentimentos sobre ter relações sexuais com sua filha, só acham que assustar em seu cérebro é a razão, e Amelia realiza uma cirurgia na esperança de que seus sentimentos desapareçam. Depois que Sheldon confronta Amelia, ela diz que quer fazer sexo com ele, mas sai depois que ele continua dizendo que está arrependido; Jake diz a Amelia sobre como sua esposa morreu de overdose. Pete homenageia os desejos de seu paciente e tira seu parceiro do suporte de vida, e enfrenta grandes problemas legais e Charlotte é forçada a entregá-lo à polícia quando ela descobrir; Enquanto Violet olha para vender sua casa. |              |                                   |                     |                                           |                         |                     |
| 98 | 22           | "Gone, Baby, Gone"                | Ann Kindberg        | Shonda Rhimes                             | 15 de maio de 2012      | 6.81                |
| Todos os médicos da clínica ajudam Amelia quando ela começa a trabalhar, mas todos são forçados a deixar seus sentimentos de lado quando Jake diz a eles que Amelia queria dar os órgãos de seu bebê para outros bebês. Depois da audiência de Pete, ele é preso sem liberdade condicional; Charlotte se depara com falar com os advogados sobre a cirurgia de Amelia, mesmo que ela não acredite nisso. Quando Amelia começa a chegar a hora de empurrar o bebê para fora, ela começa alegando que não quer entregar o "bebê unicórnio". Depois de ouvir Amelia com dor, Addison vai ajudá-la; Sam assina a ajuda com o transplante de coração, mas Charlotte diz que os advogados disseram que não, mas eles vão em frente com a cirurgia de qualquer maneira. Mason pergunta a Charlotte se ela estaria bem com ele chamando-a de "mamãe", mas não quer ligar para a mãe porque ele já tem uma mãe. Addison e Jake dormem um com o outro depois da cirurgia de Amelia; Enquanto Sheldon diz a Amelia que ela é sua melhor amiga. Pete sai da prisão sob fiança; Sam propõe a Addison, proclamando que ele está pronto para ter uma família com ela. |              |                                   |                     |                                           |                         |                     |

## Audiência
| № na série | № na temporada | Episódio                          | Exibição original       | Horário (EST)      | Rating/Share (18–49) | Audiência (em milhões) |
| ---------- | -------------- | --------------------------------- | ----------------------- | ------------------ | -------------------- | ---------------------- |
| 77         | 1              | "God Laughs"                      | 29 de setembro de 2011  | Quinta-feira 22:00 | 2.8/8                | 7.79                   |
| 78         | 2              | "Breaking the Rules"              | 6 de outubro de 2011    | Quinta-feira 22:00 | 2.1/5                | 6.06                   |
| 79         | 3              | "Deal With It"                    | 13 de outubro de 2011   | Quinta-feira 22:00 | 2.3/6                | 6.51                   |
| 80         | 4              | "Remember Me"                     | 20 de outubro de 2011   | Quinta-feira 22:00 | 2.3/6                | 6.38                   |
| 81         | 5              | "Step One"                        | 27 de outubro de 2011   | Quinta-feira 22:00 | 2.4/6                | 6.59                   |
| 82         | 6              | "If I Hadn't Forgotten..."        | 3 de novembro de 2011   | Quinta-feira 22:00 | 2.6/7                | 6.56                   |
| 83         | 7              | "Don't Stop 'Till You Get Enough" | 10 de novembro de 2011  | Quinta-feira 22:00 | 2.8/7                | 7.51                   |
| 84         | 8              | "Who We Are"                      | 17 de novembro de 2011  | Quinta-feira 22:00 | 2.6/7                | 7.23                   |
| 85         | 9              | "The Breaking Point"              | 17 de novembro de 2011  | Quinta-feira 22:00 | 2.6/7                | 7.23                   |
| 86         | 10             | "Are You My Mother?"              | 5 de janeiro de 2012    | Quinta-feira 22:00 | 2.7/7                | 7.71                   |
| 87         | 11             | "The Standing Eight Count"        | 12 de janeiro de 2012   | Quinta-feira 22:00 | 2.3/6                | 6.55                   |
| 88         | 12             | "Losing Battles"                  | 19 de janeiro de 2012   | Quinta-feira 22:00 | 2.1/5                | 6.00                   |
| 89         | 13             | "The Time Has Come"               | 2 de fevereiro de 2012  | Quinta-feira 22:00 | 2.3/6                | 6.55                   |
| 90         | 14             | "Too Much"                        | 9 de fevereiro de 2012  | Quinta-feira 22:00 | 2.2/6                | 6.52                   |
| 91         | 15             | "You Break My Heart"              | 16 de fevereiro de 2012 | Quinta-feira 22:00 | 2.6/7                | 7.08                   |
| 92         | 16             | "Andromeda"                       | 13 de fevereiro de 2012 | Quinta-feira 22:00 | 2.1/6                | 6.32                   |
| 93         | 17             | "The Letting Go"                  | 15 de março de 2012     | Quinta-feira 22:00 | 2.1/6                | 6.85                   |
| 94         | 18             | "It Was Inevitable"               | 17 de abril de 2012     | Terça-feira 22:00  | 1.7/5                | 6.53                   |
| 95         | 19             | "And Then There Was One"          | 24 de abril de 2012     | Terça-feira 22:00  | 2.2/6                | 8.13                   |
| 96         | 20             | "True Colors"                     | 1 de maio de 2012       | Terça-feira 22:00  | 2.1/6                | 7.38                   |
| 97         | 21             | "Drifting Back"                   | 8 de maio de 2012       | Terça-feira 22:00  | 1.4/4                | 5.77                   |
| 98         | 22             | "Gone, Baby, Gone"                | 15 de maio de 2012      | Terça-feira 22:00  | 1.8/5                | 6.81                   |

## Lançamentos em DVD
| Private Practice: The Complete Fifth Season                                                               | | | | | |
| Detalhes do conjunto                                                                                      | Detalhes do conjunto                                                                                      | Detalhes do conjunto                                                                                      | Características especiais | Características especiais | Características especiais |
| - 22 episódios - Conjunto de cinco discos - Em inglês (Dolby Digital 5.1 Surround) - Comentários em áudio | - 22 episódios - Conjunto de cinco discos - Em inglês (Dolby Digital 5.1 Surround) - Comentários em áudio | - 22 episódios - Conjunto de cinco discos - Em inglês (Dolby Digital 5.1 Surround) - Comentários em áudio | - A Prárica da Paternidade- Cineastas e elenco discutem a adição de crianças à série nesta temporada, os diferentes tipos de família que o programa explora e como ser pai afeta o elenco, tanto como atores quanto em suas vidas pessoais. - Cenas deletadas - Erros de gravação | - A Prárica da Paternidade- Cineastas e elenco discutem a adição de crianças à série nesta temporada, os diferentes tipos de família que o programa explora e como ser pai afeta o elenco, tanto como atores quanto em suas vidas pessoais. - Cenas deletadas - Erros de gravação | - A Prárica da Paternidade- Cineastas e elenco discutem a adição de crianças à série nesta temporada, os diferentes tipos de família que o programa explora e como ser pai afeta o elenco, tanto como atores quanto em suas vidas pessoais. - Cenas deletadas - Erros de gravação |
| Datas dos lançamentos                                                                                     | | | | | |
| Região 1                                                                                                  | Região 1                                                                                                  | Região 2                                                                                                  | Região 2 | Região 4 | Região 4 |
| 11 de setembro de 2012                                                                                    | 11 de setembro de 2012                                                                                    | 4 de fevereiro de 2013                                                                                    | 4 de fevereiro de 2013 | 14 de novembro de 2012 | 14 de novembro de 2012 |